# برهان‌الدین ابراهیم دسوقی

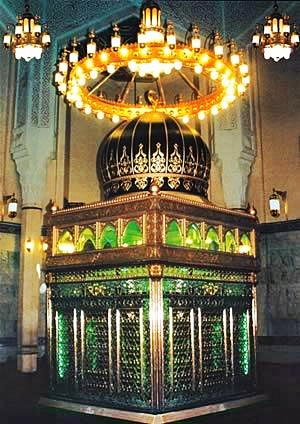
ضریح ابراهیم دسوقی در مسجد دسوق

برهان‌الدین ابراهیم دُسوقی بن ابی المجد ملقب به ابوالعینین (سدهٔ ۱۲ق.) یکی از بزرگان صوفی مصر بود. وی بنیادگذار فرقه دسوقیه (برهانیه) است.
زادگاه او روستای مرقوس در بخش غربیه در مصر سفلی بود. سال تولد او را در روایات مختلف ۶۳۳/۱۲۳۵، ۶۴۴/۱۲۴۶ و ۶۵۳/۱۲۵۵ نوشته‌اند.
آموزه‌های او باعث انشعاب در طریقت صوفیان شاذلیه شد.
آرامگاه او در شهر دسوق مصر امروزه زیارتگاه است.
از آثار او می‌شود به کتابی به نام الجواهر اشاره کرد.